# Pa' diglielo a ma'/La fotografia
Pa' diglielo a ma'/La fotografia è un singolo della cantante italiana Nada, pubblicato dalla RCA Talent nel 1970.
Il lato A del disco ha partecipato al Festival di Sanremo 1970 in abbinamento con Rosalino Cellamare.
Il lato B vede per la prima volta Nada nella veste di autrice del testo.
Entrambe le canzoni sono contenute nell'album Io l'ho fatto per amore del 1970.

## Tracce
1. Pa' diglielo a ma' (testo di Franco Migliacci e Roberto Gigli; musica di Jimmy Fontana, Mario Cantini ed Italo Greco) - 3:37
2. La fotografia (testo di Nada Malanima; musica di Mario e Giosy Capuano) - 3:00